# Walter Vielhauer
Walter Vielhauer (* 1. April 1909 in Reutlingen; † 19. April 1986 in Heilbronn) war Gewerkschafter, KPD-Funktionär, Widerstandskämpfer und als solcher Häftling in verschiedenen Konzentrationslagern. Er gehörte zum Internationalen Häftlingskomitee des KZ Buchenwald. Nach Kriegsende wurde er von der amerikanischen Militärregierung zu einem Bürgermeister von Heilbronn ernannt.

## Leben
Vielhauer kam 1914 nach Heilbronn, wo er als Silberschmied bei der Silberwarenfabrik Peter Bruckmann & Söhne arbeitete und der Gewerkschaft beitrat. 1930 wurde er Mitglied der KPD und rückte rasch zur regionalen Parteiführung auf. Ab 1932 organisierte sich die KPD in Heilbronn und anderswo mit Hinblick auf die erstarkenden Nationalsozialisten in kleinen Straßen- oder Betriebszellen (meist in Fünfergruppen), die über jeweils nur ein Mitglied der nächsthöheren Instanz miteinander in Kontakt standen. Man erhoffte sich dadurch, die Organisationsstruktur der Partei zu verschleiern. Vielhauer leitete hierbei die Betriebszelle der Firma Bruckmann.
Da die örtliche Parteiführung jedoch bereits aus der Zeit vor 1932 bekannt war und im Wahlkampf zur Reichstagswahl 1933 auch öffentlich auftrat, misslang die Verschleierung. Vielhauer wurde am 3. März 1933 zusammen mit Erich Leucht, Adolf Herrmann, Konrad Erb, Karl Biehler, Wilhelm Egerter, Karl Feidengruber, Hermann Schmidt, Otto Kirchner und Erich Ceffinato im Polizeigefängnis in der Heilbronner Wilhelmstraße in so genannte „Schutzhaft“ genommen. Am 28. März 1933 wurde er mit etwa 60 weiteren Insassen ins KZ Heuberg verlegt. Die Heilbronner KPD formierte sich anschließend im Untergrund neu und bildete neue Straßen- und Betriebszellen, zu denen allmählich auch wieder jene Parteifunktionäre stießen, die aus der Schutzhaft entlassen wurden.
Auch Vielhauer wurde aus gesundheitlichen Gründen im Sommer 1933 aus der Schutzhaft entlassen, kehrte zunächst nach Heilbronn zurück, wo er sich durch Flucht einer weiteren drohenden Verhaftung entzog. Über Schwäbisch Gmünd tauchte er in Stuttgart unter. Hier beteiligte er sich umgehend an Widerstandsaktionen der illegalen KPD-Kreisleitung und wirkte vor allem bei der Verteilung der Süddeutschen Arbeiterzeitung, des Tribunals, der Arbeiter Illustrierten Zeitung und der Roten Fahne nach Heilbronn mit. Diese Zeitschriften wurden von der so genannten Transportkolonne Otto von ihrem Herstellungsort in der Schweiz nach Stuttgart geschmuggelt. Vielhauer versorgte unter anderem auch die Heilbronner Kaiser/Riegraf-Gruppe mit Untergrundschriften.
Im Herbst 1933 wurde die Transportkolonne jedoch gestellt, und im Zuge der anschließenden Ermittlungen wurde auch Vielhauer abermals inhaftiert. Durch Folter während der Verhöre blieb seine linke Gesichtshälfte gelähmt. Im Dezember 1933 versuchte Vielhauers Schwester Hedwig, ihren Bruder aus der Untersuchungshaft zu befreien, wofür sie im Sommer 1934 zu einer Gefängnisstrafe verurteilt wurde. Vielhauer selbst wurde vom Oberlandesgericht Stuttgart zu fünf Jahren Gefängnis verurteilt, blieb jedoch bis Kriegsende in Haft.

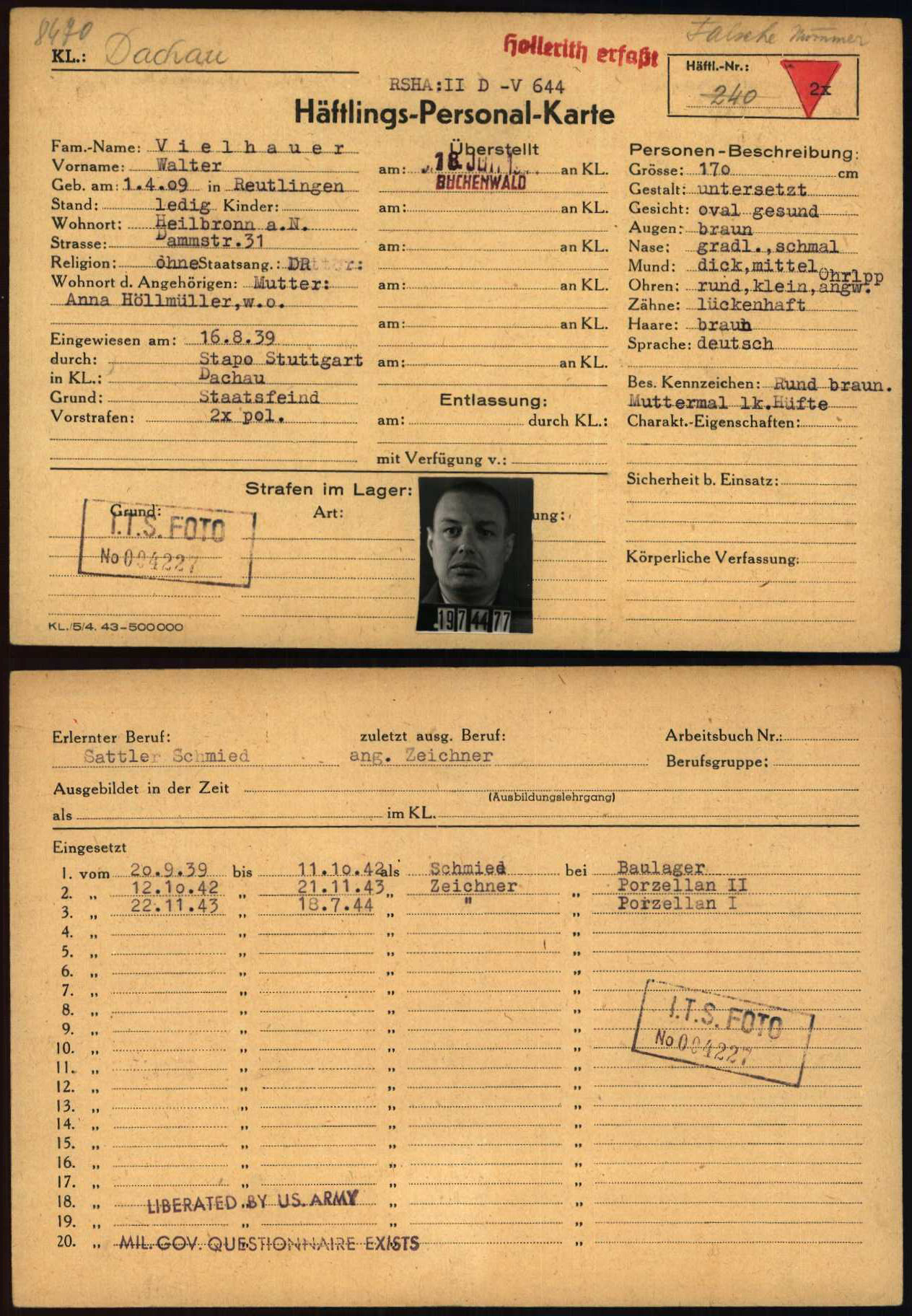
Registrierungskarte von Walter Vielhauer als Gefangener in nationalsozialistischen Konzentrationslager Dachau, mit einem späteren Foto (aufgenommen in Buchenwald)

Zunächst war er in Einzelhaft im Zuchthaus Ludwigsburg, später für einen Monat im Schutzhaftlager Welzheim, anschließend als Häftling Nr. 240 im KZ Dachau, wo er fünf Monate dem Außenkommando angehörte, das die Baracken des KZ Mauthausen errichtete. In Dachau gehörte Vielhauer zu einer geheimen Widerstandsorganisation der Häftlinge. Als diese Anfang April 1944 entdeckt wurde, wurde Vielhauer zunächst in Dunkelarrest verlegt, im Juni 1944 dann ins KZ Buchenwald. Dort hatte sich im Juli 1943 das illegale Internationale Komitee aus Vertretern der wichtigsten nationalen Häftlingsgruppen formiert, dem Vielhauer nach seiner Ankunft als Häftling Nr. 39282 ebenfalls angehörte und das Vorbereitungen für die Befreiung der Häftlinge beim Heranrücken der Amerikaner traf. Am 5. April 1945 begann die Evakuierung des Lagers vor den vorrückenden amerikanischen Verbänden. Am 8. April nahm das Komitee Funkverbindung mit der nahenden 3. US-Armee auf, die den Häftlingen jedoch gebot, bis zur Befreiung zu warten. Dem wollte die IMO nicht folgen, sondern gab am 11. April den Befehl zur Erstürmung des Lagertor-Turms und zur Festsetzung der verbliebenen SS-Mannschaften, die sich den Fliehenden nicht angeschlossen hatten. Sie wurden festgesetzt, und es wurde eine Häftlings-Lagerleitung konstituiert, welche die SS-Männer nach ihrem Eintreffen den US-Amerikanern übergaben. Der am 13. April 1945 einziehende amerikanische Kommandant Ball löste das Lagerkomitee formell per Dekret auf.
Vielhauer kehrte im Juni 1945 nach Stuttgart zurück, wo er am 6. Juni 1945 Referent auf der ersten öffentlichen Versammlung ehemaliger politischer Häftlinge im Staatstheater war. Am 30. Juni 1945 wurde er in Heilbronn vom durch den amerikanischen Stadtkommandanten wiedereingesetzten Oberbürgermeister Emil Beutinger zum Assistenten für Wohnungs-, Arbeits- und Fürsorgefragen ernannt. Die amerikanische Militärregierung ernannte ihn später zum Dezernenten, anschließend zum Bürgermeister.
Bereits im Juni 1945 beteiligte sich Vielhauer in Heilbronn auch an Vorbereitungen zur Neugründung der vormals verbotenen Parteien und Gewerkschaften. Abermals fanden illegale Treffen statt, da die Militärregierung jegliche parteipolitische Betätigung vorerst untersagt hatte. Im Juli 1945 unternahm er einen erfolglosen Versuch, von der örtlichen Militärregierung die Zulassung von Gewerkschaften zu erwirken. Im August 1945 unterstützte er OB Beutinger bei seinem Versuch, eine alle demokratischen Parteien bündelnde Aufbaupartei zu gründen, was jedoch scheiterte, da bereits am 2. September die örtliche SPD ihre Wiederzulassung beantragte, die am 28. September 1945 von der Militärregierung genehmigt wurde. Gemeinsam mit Erich Leucht beantragte Vielhauer daher Mitte Oktober 1945, zwei Wochen nach der konstituierenden Sitzung der SPD, die Wiederzulassung der Heilbronner KPD. Leucht wurde auf der Gründungsversammlung am 21. Oktober 1945 zu deren Vorsitzenden gewählt, Vielhauer trat auf Grund seines städtischen Amtes vorerst noch nicht bei. Er engagierte sich jedoch in der Folgezeit weiterhin für die Errichtung einer „Einheitsliste“ aus KPD und SPD, die zunächst angeregt diskutiert, von der SPD jedoch kurz vor den ersten Nachkriegs-Gemeinderatswahlen Anfang Mai 1946 endgültig verworfen wurde.
Am 26. Mai 1946 wurde Vielhauer noch parteilos in den Gemeinderat der Stadt gewählt, anschließend trat er wieder der neu gegründeten KPD bei, die bei den Wahlen mehr als 10 % der Stimmen erhalten hatte und 1948 erfolglos den Oberbürgermeister-Wahlkampf des SPD-Kandidaten Paul Metz unterstützte. Am 30. Juni 1948 schied Vielhauer als Bürgermeister aus. 1954 kandidierte er gegen Paul Meyle als Oberbürgermeister, konnte jedoch nur 1.727 Stimmen gewinnen (Meyle: 28.640). Vielhauer gehörte dem Gemeinderat noch bis zum Parteiverbot der KPD 1956 an und versuchte anschließend, über die Liste Heilbronner Wählervereinigung zu kandidieren. Diese Liste wurde jedoch abgelehnt, eine Klage dagegen 1958 vom Bundesverwaltungsgericht abgewiesen.
Bis ins hohe Alter trat Vielhauer bei unzähligen antifaschistischen Anlässen auf und bekräftigte den Schwur von Buchenwald. Nach seinem Tod fand sein Name Aufnahme in das Buch der Gerechten in Yad Vashem in Israel.